# جینجوشا
جینجوشا (به صربی: Đinđuša) یک منطقهٔ مسکونی در صربستان است که در بوینیک واقع شده‌است. جینجوشا ۶۷۵ نفر جمعیت دارد.